# Jean-Henri Voulland
Jean-Henri Voulland (* 11. Oktober 1751 in Uzès, Département Gard; † 23. Februar 1801 in Paris) war ein Politiker während der Französischen Revolution.

## Leben
Voulland entstammte einer protestantischen Familie, studierte die Rechte und arbeitete danach als Anwalt in seiner Heimatstadt. Der Dritte Stand des Wahlbezirks Nîmes wählte Voulland 1789 zum Mitglied der Generalstände. Er wirkte 1790 in der Konstituante für den Anschluss der päpstlichen Enklave Avignon an Frankreich und nahm im März 1791 die Stelle eines Richters am Kassationsgericht an. Im September 1792 wählte ihn das Département Gard in den Nationalkonvent. Er zählte zu den Anhängern der Montagne und stimmte im Januar 1793 für den Tod Ludwigs XVI.
Voulland wurde im August 1793 als „Repräsentant in Mission“ zur Rechtsprechung in die Départements Hérault und Gard entsandt. Im September 1793 wurde er zum Mitglied des Sicherheitsausschusses gewählt und übernahm dort neben Amar und Vadier eine führende Rolle. Voulland amtierte vom 6. bis 21. Dezember 1793 als Präsident des Nationalkonvents. Die Verhaftungen des Generalsekretärs im Kriegsministerium, François-Nicolas Vincent, und des Führers der Pariser Revolutionstruppen, Charles Philippe Ronsin, am 17. Dezember 1793 markierten den Beginn heftiger Fraktionskämpfe innerhalb der Montagne, an denen Voulland an der Seite Héberts aktiv teilnahm.
Voulland, der häufig zu extremistischen Ansichten neigte und den Terror eifrig umsetzte, kritisierte heftig die Unentschlossenheit Robespierres bei der Kampagne zur Entchristianisierung und den von Robespierre protegierten Kult des höchsten Wesens. Die Vernichtung der „Hébertisten“ im März 1794 und die Übertragung einiger Vollmachten des Sicherheitsausschusses auf den Wohlfahrtsausschuss führten zu Voullands unversöhnlichen Feindschaft gegenüber Robespierre. Voulland unterstützte deswegen tatkräftig den Umsturz vom 9. Thermidor II (27. Juli 1794) und zählte danach zu den linken Thermidorianern. Er setzte sich für die Fortführung der jakobinischen Politik ein und verlor deswegen seinen politischen Einfluss sowie im September 1794 seinen Sitz im Sicherheitsausschuss.
Jean-Henri Voulland nahm am Prairialaufstand vom 20. bis 23. Mai 1795 teil und lebte nach dessen Scheitern im Verborgenen. Er entsagte nach der Generalamnestie vom 26. Oktober 1795 der Politik und verstarb am 23. Februar 1801 in Paris.